# Долгопрудни
Долгопрудни (рус. Долгопрудный) град је у Русији у Московској области. Према попису становништва из 2010. у граду је живело 90.976 становника.

## Географија
Површина града износи 30,52 km².

## Становништво
Према прелиминарним подацима са пописа, у граду је 2010. живело 90.976 становника, 22.184 (32,25%) више него 2002.
| 1939. | 1959.  | 1970.  | 1979.  | 1989.  | 2002.  | 2010.  |
| ----- | ------ | ------ | ------ | ------ | ------ | ------ |
| 8.044 | 32.959 | 53.095 | 64.523 | 70.751 | 68.792 | 90.956 |